# IC 4247
IC 4247 је спирална галаксија у сазвјежђу Кентаур која се налази на листи објеката дубоког неба у Индекс каталогу.
Деклинација објекта је - 30° 21' 43" а ректасцензија 13h 26m 44,4s. Привидна величина (магнитуда) објекта IC 4247 износи 13,6 а фотографска магнитуда 14,4. IC 4247 је још познат и под ознакама ESO 444-34, MCG -5-32-17, PGC 47073.